# Hans-Dieter Schütt

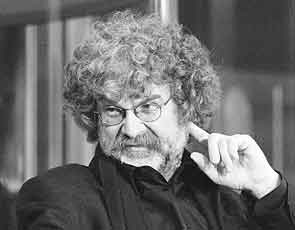
Hans-Dieter Schütt (2005)

Hans-Dieter Schütt (* 16. August 1948 in Ohrdruf) ist ein deutscher Journalist. Von 1984 bis zur Wende und friedlichen Revolution im Herbst 1989 war er Chefredakteur des FDJ-Zentralorgans Junge Welt. Von 1992 bis 2012 war er Feuilletonredakteur beim Neuen Deutschland.

## Leben
Hans-Dieter Schütt wurde 1948 im thüringischen Ohrdruf geboren und trat 1963 mit 15 Jahren der FDJ bei. Er absolvierte eine Berufsausbildung mit Abitur und arbeitete von 1967 bis 1969 als Gummifacharbeiter. Nach einer Zwischenstation als Buchhändlerlehrling studierte er von 1969 bis 1973 Dramaturgie und Theaterwissenschaften an der Theaterhochschule „Hans Otto“ in Leipzig. Ab 1973 arbeitete er als Filmkritiker für das FDJ-Zentralorgan Junge Welt (JW), damals mit einer täglichen Auflage von ca. einer Million Exemplare nach dem SED-Zentralorgan Neuen Deutschland die auflagenstärkste Tageszeitung der DDR. 1976 trat Schütt in die SED ein. 1984 wurde Schütt nach Stationen als stellvertretender Leiter der Kulturabteilung und als stellvertretender Chefredakteur als Nachfolger von Dieter Langguth Chefredakteur der Jungen Welt. Von 1981 bis 1989 war Schütt außerdem Abteilungsleiter, später auch Sekretär im Zentralrat der FDJ.
Als JW-Chefredakteur und mit seiner Kolumne So sehe ich das galt Schütt als ausgesprochener Hardliner und Demagoge. Bei oppositionellen Jugendlichen in den 1980er Jahren war er verhasst, eine ähnlich starke emotionale Ablehnung riefen sonst nur Margot Honecker (nicht aber ihr Ehemann Erich Honecker, dem in den 1980er Jahren eher Mitleid galt), Kurt Hager, Erich Mielke und Karl-Eduard von Schnitzler hervor. Besonderes Aufsehen erregte Schütts Verriss des anti-stalinistischen Films Die Reue aus der Sowjetunion, der im Oktober 1987 im ZDF ausgestrahlt worden war. Schütts Artikel vom 28. Oktober 1987 wurde weithin als deutliches Zeichen der Abkopplung von Perestroika und Glasnost durch die DDR-Führung gesehen und resultierte in zahlreichen Protesten besonders in der Kulturszene. Später wurde bekannt, dass Erich Honecker selbst den Artikel verschärfend schlussredigiert hatte. Eine ähnliche Signalwirkung entfaltete vorher nur Kurt Hagers „Tapeten-Vergleich“ im April 1987, später auch das faktische Sputnik-Verbot im November 1988. In einer Kolumne im Dezember 1987 setzte Schütt Teilnehmer einer Mahnwache an der Ost-Berliner Zionskirche, die im November 1987 gegen die Verhaftungen von Mitgliedern der Umwelt-Bibliothek protestiert hatten, mit Neonazis gleich:

„Der Feind, ob er nun mit missionarischem Eifer junge Literaten gegen uns losschickt, ob er nun in der Pose des Mahnwächters, stets pünktlich auf Bestellung mit Fernsehkameras, vor Kirchentore zieht, oder ob er Rowdys mit faschistischem Vokabular und Schlagwaffen ausrüstet – er hat bei uns keine Chance.“

Der Vergleich erlangte seine besondere Brisanz durch einen vorhergegangenen Überfall von Skinheads auf links-alternative Besucher eines Element-of-Crime-Konzerts in der Zionskirche vom 17. Oktober 1987, bei dem die Volkspolizei lange tatenlos zugesehen hatte. Gegen Schütts Artikel gab es zahlreiche Protestbriefe, auch von kirchenoffizieller Seite. Die DDR-Oppositionelle Vera Wollenberger stellte im Dezember 1987 wegen des Artikels Strafanzeige wegen Beleidigung und Verleumdung gegen Schütt. Nachdem Wollenberger bald darauf im Zusammenhang mit einer Demonstration verhaftet und in den Westen abgeschoben wurde, verlief die Klage im Sand.
Schütt wurde am 21. November 1989 als JW-Chefredakteur abgelöst. Als Autor, Interviewer und Herausgeber verfasste Schütt nach 1990 zahlreiche Bücher, darunter seine Autobiographie Glücklich beschädigt von 2009. Kritiker sahen in dem Buch einen ehrlichen und schonungslosen Versuch der Abrechnung mit seiner Rolle im System der DDR. Uwe Stolzmann beschrieb im Deutschlandradio Kultur Schütt als in den letzten Jahren der DDR brillanten Autor, Feingeist und Scharfmacher, „kurz: ein Demagoge“. Seit 2013 ist er im Ruhestand, veröffentlicht aber gelegentlich als freier Mitarbeiter weiter Artikel im neuen deutschland. Außerdem ist er in neuerer Zeit als Filmregisseur tätig. Gregor Gysi hat seine 2017 veröffentlichte Autobiografie (Ein Leben ist zu wenig) unter Mitarbeit von Hans-Dieter Schütt verfasst.

## Bücher (Auswahl)
- Nimm dir das Leben. Die Philosophie der Lebenskunst oder über den Vorteil, geboren zu sein. Verlag Das Neue Berlin, Berlin 2003, ISBN 3-360-01231-3.
- Glücklich beschädigt. Republikflucht nach dem Ende der DDR. wjs-Verlag, Berlin 2009, ISBN 978-3-937989-53-2.
- Ursula Karusseit im Gespräch mit Hans-Dieter Schütt: Wege übers Land und durch die Zeiten. Verlag Das Neue Berlin, Berlin 2009, ISBN 978-3-360-01982-0.
- Besuchen Sie mich, bin im Himmel. Eulenspiegel Verlag, Berlin 2016, ISBN 978-3-359-01700-4.
- Tankstelle für Verlierer. Gespräche mit Gerhard Gundermann. Eine Erinnerung. 3. überarbeitete Auflage. Dietz Verlag, Berlin 2018 (Erstauflage 2006), ISBN 978-3-320-02352-2 (Neuveröffentlichung der Gespräche, bereits enthalten in Rockpoet und Baggerfahrer, 1996 und 1999, vergriffen).
- als Hrsg.: Franz Mehring oder: »Der beste zurzeit lebende Publizist«. Dietz Verlag, Berlin 2019, ISBN 978-3-320-02358-4
- Die Erotik des Verrats. Fünf Gespräche mit Frank Castorf. Mit einem Foto-Essay von Thomas Aurin. Alexander Verlag Berlin, Berlin 2014, ISBN 978-3-89581-356-6.
- aufBruch – Das Berliner Gefängnistheater. Ein Porträt. Mit Fotos von Thomas Aurin. Alexander Verlag Berlin, Berlin 2022, ISBN 978-3-89581-568-3.

## Filme
- Drehbuch:
  - Hitler & Stalin – Portrait einer Feindschaft, 2009 zusammen mit Ullrich H. Kasten[12][13]
  - Lenin – Drama eines Diktators, 2013 zusammen mit Ullrich H. Kasten

- Schauspiel:
  - Gundermann, 2018